# Paratropus therondi
Paratropus therondi är en skalbaggsart som först beskrevs av Vienna 1985.  Paratropus therondi ingår i släktet Paratropus och familjen stumpbaggar. Inga underarter finns listade i Catalogue of Life.